# Kolinsky

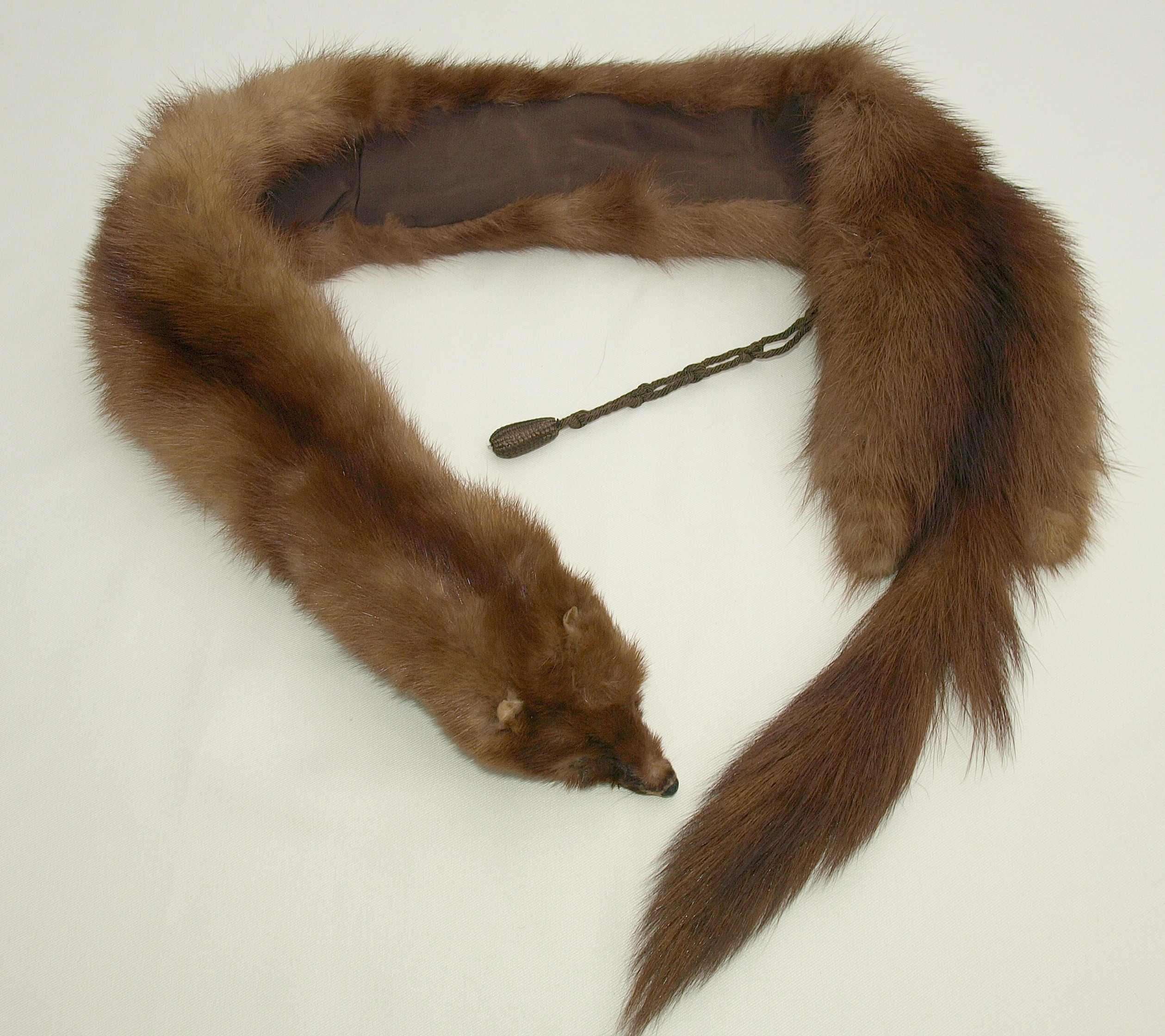
Kolinsky-bontkraag

Kolinsky is een zachtharig bont van de Siberische wezel (Mustela sibirica), dat onder andere voorkomt in Siberië en in het Russisch kolonok wordt genoemd, waarvan Kolinsky (Колинский; nl. transcriptie: Kolinski) is afgeleid. Het bont wordt verkregen uit de roodbruine staart. Het bont wordt geverfd in nerts- of sabelkleur. Kolinsky wordt veel gebruikt voor de borstel van penselen. Doordat het dikste deel niet in de punt zit maar iets daarvan af, krijgt de penseel de vorm van een buik, die als waterreservoir dient. De Kolinskyharen zijn uiterst elastisch.